# Cappella dell'Istituto San Vincenzo

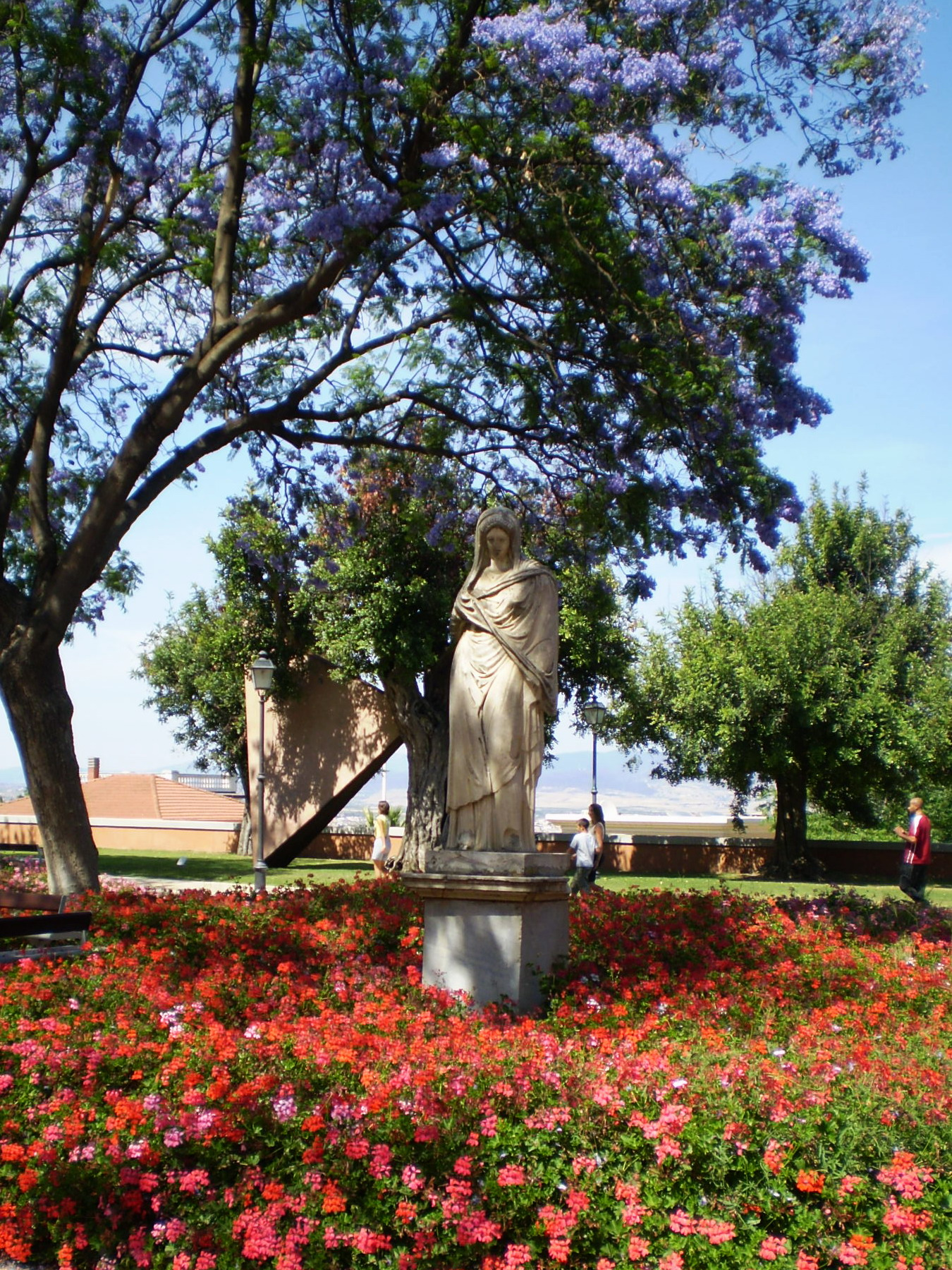
I giardini pubblici di Cagliari

La cappella dell'Istituto San Vincenzo de Paoli è una piccola chiesa di Cagliari inglobata nell'istituto, fondato nel XIX secolo e gestito dalle figlie della carità, ubicato in viale San Vincenzo, a poca distanza dai giardini pubblici.
La cappella è costituita da un ambiente a pianta rettangolare, con volta a botte e abside semicircolare. Ciò che la rende degna di nota è la presenza al suo interno di alcuni dipinti firmati da Galep, nome d'arte di Aurelio Galleppini, celebre disegnatore di Tex. La decorazione pittorica della cappella venne commissionata dalle suore a Galleppini, che all'epoca, nell'immediato secondo dopoguerra, viveva a Cagliari, dove insegnava disegno in alcune scuole. Gli affreschi e le tele, sulle quali Galep appose la firma solo nel 1994, hanno come soggetto la Via Crucis e alcuni episodi della vita di santi vincenziani (santa Caterina Labouré, santa Luisa de Marillac e lo stesso san Vincenzo).